# Tipula (Platytipula) omogicola
Tipula (Platytipula) omogicola is een tweevleugelige uit de familie langpootmuggen (Tipulidae). De soort komt voor in het Palearctisch gebied.